# Atergatopsis amoyensis
Atergatopsis amoyensis is een krabbensoort uit de familie van de Xanthidae. De wetenschappelijke naam van de soort is voor het eerst geldig gepubliceerd in 1879 door de Man.